# Jiangjunosaurus
Jiangjunosaurus is een geslacht van plantenetende ornithischische dinosauriërs behorend tot de groep van de Stegosauridae dat in het Late Jura leefde in het gebied van de huidige China.

## Vondst en naamgeving
In 2002 ontdekte Liu Yongfei in de provincie Sinkiang de resten van een stegosauriër. Die werden geborgen door een Chinees-Amerikaanse expeditie en geprepareerd door Xiang Lishi en Ding Xiaoqing.
De typesoort Jiangjunosaurus junggarensis werd in 2007 benoemd en beschreven door Jia Chengkai, Catherine Foster, Xu Xing en James Clark. De geslachtsnaam verwijst naar de regio Jiangjunmiao, de "schrijn van de generaal (jiangjun, 將 軍)". De soortaanduiding verwijst naar het Junggarbasin.
Het holotype, IVPP V 14724, is gevonden in de Shishugouformatie uit het Junggarbassin, daterend uit het Oxfordien. Het bestaat uit een gedeeltelijk skelet met schedel. Het omvat een rechterbovenkaaksbeen, een rechterquadratojugale, een rechterquadratum, de onderkant van een hersenpan, beide pterygoïden, de ectopterygoïden, de verhemeltebeenderen, de onderkaken, een reeks van elf halswervels, wat ribben, een stuk schouderblad, een ravenbeksbeen, en twee nekplaten. Nek, nekplaten, schedel en onderkaken lagen in perfect verband. Het gaat vermoedelijk om een onvolwassen individu.

## Beschrijving

### Grootte en onderscheidende kenmerken
Jiangjunosaurus is een middelgrote stegosauride. In 2010 schatte Gregory S. Paul de lichaamslengte op zes meter, het gewicht op tweeënhalve ton.
De beschrijvers stelden drie autapomorfien, voor de soort unieke eigenschappen vergeleken met zijn verwanten, vast. De tandkronen zijn symmetrisch en relatief tot de hoogte van voor naar achter breed. Het doornuitsteeksel van de draaier is ongeveer rechthoekig in zijaanzicht in plaats van driehoekig. De achterste halswervels hebben grote openingen in de zijkanten.

### Skelet

#### Schedel en onderkaken
De schedel is langwerpig; de breedte boven de postorbitalia gemeten moet ongeveer 35% van de lengte bedragen hebben. In het stuk bovenkaaksbeen zijn nog veertien tanden aanwezig. Het quadratojugale is een driestralig element met een robuuste horizontale voorste tak, een achterste tak die over de onderkant van het quadratum heen hangt en een dunne, korte opgaande tak die tot halverwege de schacht van het quadratum reikt, deze ten dele aan de voorkant afdekkend. Het quadratum helt naar achteren. Het facet dat contact maakt met het quadratojugale zet zich voort tot op de achterrand. Tussen het quadratojugale en het quadratum is geen duidelijke opening of foramen paraquadraticum. De pterygoïde vleugel van het quadratum heeft een uitholling. Doordat de bovenkant van de schedel ontbreekt is het verhemelte ook van de bovenkant zichtbaar. Van de pterygoïden zijn de voorkanten bewaard gebleven die een aanzienlijk raakvlak hebben zonder duidelijke opening op de middenlijn.
De onderkaken hebben vooraan een gezamenlijk predentarium, de beenkern van de ondersnavel. Hierin is bij Jiangjunosaurus het voorste hoofdlichaam van voor naar achter vrij kort maar de zijdelingse takken die achterwaarts contact maken met de kaken zijn tamelijk lang. Het predentarium heeft een duidelijke en diepe hoekige "kin". De dentaria hebben achter en onder het predentarium een gezamenlijk raakvlak of symfyse, gevormd doordat hun voorste uiteinden naar beneden en binnen buigen. Richels aan hun binnenzijden zijn verbonden met de zijdelingse uitsteeksels van het predentarium zodat een stevig geheel gevormd wordt. Tussen het predentarium en de tandrij bevindt zich een diasteem of gaping met een lengte gelijk aan vier tandposities. Dit voorste stuk van het dentarium is zijdelings sterk afgeplat met een scherpe bovenrand. Aan de buitenzijde van de tandrij is er een beenplateau; over een groot deel van de achterste zijkant daarvan steekt een beenplaat verticaal omhoog die de tanden in zijaanzicht bedekt. Naar achteren toe loopt deze plaat over in een hoog en bol coronoïde uitsteeksel. De beschrijvers zien de top daarvan als een apart L-vormig os coronoides dat het surangulare in een dunne tak overhangt en waarvan aan de binnenkant een voorste tak doorloopt tot het midden van de tandrij. Lager aan de binnenkant loopt ook een os spleniale dat onderaan de kaak als een dunne strip ook aan de buitenkant zichtbaar is. Een prearticulare vormt een kleine zwelling aan de achterste onderrand en daarboven steekt een kort maar hoog retroarticulair uitsteeksel naar achter. Tussen dentarium, surangulare en angulare bevindt zich een vrij groot en tamelijk hoog driehoekig zijvenster met de bolle punt naar boven gericht.
Er zijn eenentwintig dentaire tanden in de onderkaak die iets groter zijn dan die van de bovenkaak. Alle tanden hebben email aan beide zijden en een verdikking of cingulum aan de basis. De tanden zijn symmetrisch met een driehoekig profiel. Zowel voorrand als achterrand dragen zeven vertandingen. De tanden zijn in zijaanzicht breed, ongeveer even wijd van voor naar achter als hoog. De tandkronen zijn aan beide zijden van voor naar achter gebold. De kronen hebben de gebruikelijke verticale richels maar die zijn zwak ontwikkeld en ontbreken zelfs geheel bij de allervoorste en -achterste tanden. Er is geen verticale hoofdrichel in het midden.

#### Postcrania
Van de halswervels heeft de tweede, de draaier, een rechthoekig doornuitsteeksel in zijaanzicht, lang van voor naar achter en matig hoog. Het tandvormig uitsteeksel richting eerste wervel is niet met het axiscentrum vergroeid; dit kan een gevolg zijn van de jonge leeftijd. De verdere halswervels zijn amficoel, van achteren wat holler dan van voren. De wervels zijn vrijwel even lang maar de achterste worden steeds hoger. De eerste vier wervels hebben een afgeronde onderkant; van de vijfde wervel af worden de onderzijden vlak en worden de uithollingen op de zijkant langgerektere groeven. Deze hebben een openingen voor een groot aderkanaal en van de achtste wervel af worden deze foramina opvallend groter. Bij de tiende wervel beslaat de opening elf millimeter op een totale lengte van drieënzeventig millimeter voor het centrum als geheel. Deze openingen lijken op de pneumatische foramina bij de Saurischia. Daarom werd er een CAT-scan uitgevoerd om de interne structuur te controleren; daarbij bleek achter dat ze niet uitliepen in luchtholten. Naar achteren in de reeks worden ook de zijuitsteeksels langer en raken van schuin naar onderen naar schuin boven gericht.
Alle nekribben behalve de eerste, die van de atlas, hebben een dubbele kop, Ze zijn matig dik en hebben een lengte die ongeveer gelijk is aan die van het centrum van hun wervel. Sommige borstribben tonen een halvemaanvormige richel aan hun onderste uiteinde.
Een stuk bewaard schouderblad is onderaan zwaargebouwd en overdwars dik. De onderrand ervan is langer dan de bovenrand van het ravenbeksbeen zoals bij stegosauriden gebruikelijk.

### Osteodermen
Er zijn twee nekplaten gevonden, hoogstwaarschijnlijk in hun originele positie. De eerste is geplaatst boven de draaier en de tweede boven de derde halswervel. De platen overlappen elkaar licht maar dat kan een gevolg zijn van de opisthotonus van de nek: tijdens het sterven kromde het dier de nek naar achter, een houding waarin veel dinosauriërfossielen zijn aangetroffen en die vroeger ten onrechte werd verklaard door het uitdrogen van de pezen na de dood. De platen hebben een min of meer ronde vorm, iets hoger dan breed. Bovenaan zijn ze wat puntig en de basis is iets ingesnoerd zodat een ruitvorm aanwezig is die doet denken aan de grote rugplaten van Stegosaurus. De achterrand is daarbij wat steiler dan de voorrand. De platen zijn aan de basis ook overdwars veel dikker. Ze hebben fijne uitwaaierende verticale groeven langs de randen. Bij het fossiel liggen de bases aan de rechterzijde van de doornuitsteeksels wat suggereert dat er een tweede rij aanwezig was aan de linkerkant.

## Fylogenie
Jiangjunosaurus werd in 2007 in de Stegosauridae geplaatst. Volgens de beschrijvers was Jiangjunosaurus een vrij basale stegosauride. Zij voerden echter geen exacte kladistische analyse uit om dit te bewijzen maar baseerden dit op de methode van de vergelijkende anatomie.
Jiangjunosaurus toont een mengeling van basale en afgeleide kenmerken. Zeer basaal en verder niet in de Stegosauria aangetroffen is het volledig inspringen van de tandrij van het dentarium. Basaal en gedeeld met Huayangosaurus is het grotere zijvenster van de onderkaak; het hoge coronoïde uitsteeksel van de onderkaak; het beenplateau langs de hele tandrij en de richel op de ribben. Meer afgeleide kenmerken zijn de horizontale voorste tak van het quadratojugale gecombineerd met een afhangend uitsteeksel; het diasteem in de onderkaak; en de U-vormige symfyse van de onderkaak. Afgeleid en typisch stegosauride zijn het hellende quadratum; de verticale beenplaat op het dentarium; de groeve op de pterygoïde vleugel van het quadratum; de langere onderrand van het schouderblad dan de bovenrand van het ravenbeksbeen; en de dubbele rij grotere nekplaten. Een sterk afgeleide positie wordt gesuggereerd door enkele overeenkomsten met Stegosaurus: het mogelijk ontbreken van een achterste uitsteeksel bij de voorste tak van het pterygoïde; het geringe aantal tanden in het dentarium; de korte opgaande tak van het quadratojugale (een lange tak is een synapomorfie van de Stegosauria en hetzelfde kenmerk wordt daarom door de beschrijvers opgevoerd als een mogelijk zeer basale eigenschap) en een basioccipitale van het achterhoofd dat breder is dan diep.
Een kladistische analyse uitgevoerd door Susannah Maidment in 2010 slaagde er niet in de positie van Jiangjunosaurus te achterhalen: het toevoegen van de gegevens van de soort liet de stamboom grotendeels ineenklappen tot een enorme polytomie of "kam" van soorten waarvan het afsplitsingspunt niet bepaald kon worden. Dit is een typisch gevolg van een gebrek aan bekende kenmerken.